# Nordenskiöld Coast

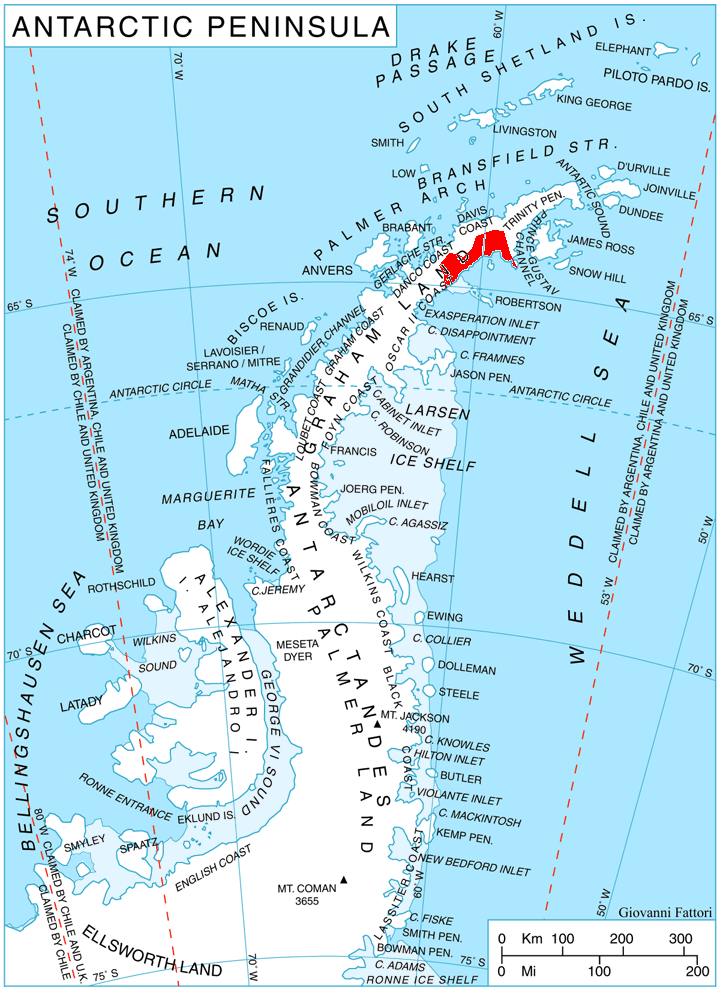
Wybrzeże na mapie Półwyspu Antarktycznego

Wybrzeże Nordenskiölda (ang. Nordenskjöld Coast) – część wschodniego wybrzeża Ziemi Grahama na Półwyspie Antarktycznym, pomiędzy Wybrzeżem Oskara II a Trinity Peninsula.
Granice tego wybrzeża wyznaczają przylądek Fairweather i przylądek Longing. Zostało nazwane na cześć doktora Ottona Nordenskiölda, który w 1902 r. badał je jako dowódca Szwedzkiej Wyprawy Antarktycznej. Dawniej przylegał do niego Lodowiec Szelfowy Larsen A, jego rozpad nastąpił w styczniu 1995 roku; obecnie wybrzeże oblewają wody Morza Weddella.